# Малиновка (Хабаровський район)
Мали́новка (рос. Малиновка) — село у складі Хабаровського району Хабаровського краю, Росія. Входить до складу Восточного сільського поселення.

## Населення
Населення — 145 осіб (2010; 134 у 2002).
Національний склад (станом на 2002 рік):
- росіяни — 89 %